# T-RAM
T‐RAM (Thyristor RAM) este un tip de memorie volatilă DRAM inventat și dezvoltat în 2009 de T-RAM Semiconductor Inc. din Mountain View, California. Această tehnologie utilizează celule de memorie numite Thyristor Capacitively Coupled Thyristor (TCCT) care exploatează proprietatea electrică cunoscută sub numele de rezistență diferențială negativă (NDR). T-RAM se caracterizează printr-un modul inovator al celulelor de memorie SRAM, în care 4 din cei 6 tranzistori interconectați sunt înlocuiți de un tranzistor bipolar al unui singur tiristor. Datorită acestui fapt, memoria este foarte scalabilă și prezintă o densitate de stocare de câteva ori mai mare decât memoria SRAM convențională cu șase tranzistoare.
AMD în colaborare cu GlobalFoundries a intenționat să utilizeze T-RAM pentru procesoarele de generație nouă, de 32 și 22 nanometri.